# Atletiek op de Paralympische Zomerspelen 2024 - Verspringen mannen T13
Het Verspringen voor mannen klasse T13 op de Paralympische Zomerspelen 2024 vond plaats van op 7 september in het Stade de France. Deze klasse is voor slechtziende atleten die meestal contouren kunnen herkennen op een afstand van 2 tot 6 meter.  Titelverdediger was Orkhan Aslanov uit Azerbeidzjan, die in 2024 zijn titel wist te prolongeren. Isaac Jean-Paul uit de Verenigde Staten behaalde het zilver en de Braziliaan Paulo Henrique Andrade dos Reis won de bronzen medaille.

## Records
Voorafgaand aan het toernooi waren dit het wereldrecord en het Paralympisch record.
| Wereldrecord        | Cuba Gutierrez Rivero | 7.66 | Guadalajara | 11 november 2011 |
| Paralympisch record | Cuba Gutierrez Rivero | 7.54 | Londen      | 1 september 2012 |

## Uitslag
| Rang   | Atleet                          | Atleet | #1   | #2   | #3   | #4   | #5   | #6   | Resultaat | Bijz. |
| ------ | ------------------------------- | ------ | ---- | ---- | ---- | ---- | ---- | ---- | --------- | ----- |
| Goud   | Orkhan Aslanov                  | AZE    | 7.18 | 7.29 | x    | 7.28 | 7.11 | 7.22 | 7.29      | SB    |
| Zilver | Isaac Jean-Paul                 | USA    | 7.20 | x    | x    | 6.94 | 6.96 | 6.87 | 7.20      | SB    |
| Brons  | Paulo Henrique Andrade dos Reis | BRA    | 6.66 | 6.95 | 6.59 | 7.20 | 6.92 | x    | 7.20      | PB    |
| 4      | Zak Skinner                     | GBR    | 6.83 | x    | 6.77 | x    | 6.50 | x    | 6.83      | PB    |
| 5      | Ivan Jose Cano Blanco           | ESP    | 6.28 | 6.76 | x    | 6.64 | x    | 6.35 | 6.76      |       |
| 6      | Doniyorjon Akhmedov             | UZB    | 6.42 | 6.45 | 6.37 | 6.62 | 4.96 | 6.51 | 6.62      | SB    |
| 7      | Ryota Fukunaga                  | JPN    | x    | 6.12 | 6.29 | 6.35 | 6.47 | 6.55 | 6.55      | SB    |
| 8      | Winsdom Asisosa Ikhiuwu Smith   | ESP    | x    | 5.85 | x    | 5.80 | 5.61 | 5.98 | 5.98      |       |
| —      | Ken Thepthida                   | LAO    | x    | x    | x    |      |      |      | NM        |       |
|        | Dragsund Vegard Sverd           | NOR    | x    | x    | x    |      |      |      | NM        |       |